# Anthony Horowitz
Anthony Horowitz, född den 5 april 1955 i London, är en engelsk författare och manusförfattare. 
Horowitz föddes i en välbeställd familj med hushållspersonal och uppfostrades av barnflickor. När han var åtta år skickades han till internatskola, som var brukligt hos förmögna familjer. Skolan var sträng och lärarna tillämpade aga. Horowitz tröstade sig och sina kamrater genom att hitta på historier.
Horowitz har främst skrivit ungdomsböcker, bland annat böckerna om Alex Rider och De fem utvalda. Han har också skrivit manus för TV, bland annat TV-serierna Foyle's War, Robin av Sherwood samt flera av de tidiga avsnitten av Morden i Midsomer.